# ان‌جی‌سی ۱۷۲۳
ان‌جی‌سی ۱۷۲۳ (انگلیسی: NGC 1723) نام یک کهکشان در صورت فلکی جوی است.